# Saison 1914-1915 de l'ANH
Saison précédente Saison suivante
La saison 1914-1915 est la sixième saison de l'Association nationale de hockey. Comme lors de la saison précédente, deux équipes finissent en-tête du classement et une série finale est organisée pour déterminer le vainqueur. Le Club de hockey d'Ottawa remporte cette finale en deux rencontres contre les Wanderers de Montréal.

## Contexte et déroulement de la saison
L'équipe des Tecumsehs de Toronto, devenue Ontarios en 1913, change de nom une nouvelle fois de nom après le premier match pour devenir les Shamrocks.
Deux équipes finissent à égalité de points avec quatorze victoires : le Club de hockey d'Ottawa et les Wanderers de Montréal. Ainsi, afin de déterminer la meilleure équipe de l'ANH, et donc le vainqueur du Trophée O'Brien, une série de deux rencontres est organisée. Les matchs ont lieu les 10 et 13 mars 1915 et la première rencontre jouée à Ottawa tourner à l'avantage de l'équipe jouant à domicile 4-0. La deuxième joute a lieu à Montréal et malgré une victoire 1-0 des Wanderers, l'équipe d'Ottawa est sacrée championne.
Dans l'Association de hockey de la Côte du Pacifique, les Millionnaires de Vancouver finissent en-tête de la saison régulière et ils lancent un défi aux Sénateurs d'Ottawa. Les matchs ont lieu à Vancouver, et malgré l'absence de Silas Griffis, le capitaine des Millionnaires, ces derniers deviennent la première équipe de la ville à remporter la Coupe Stanley. Ils remportent en effet les trois rencontres : 6-2, 8-3 et 12-3. Cyclone Taylor est le meilleur pointeur de la finale en inscrivant sept points en trois matchs.

## Résultats

### Classement de la saison régulière
| Clt   | Équipe                        | PJ | V  | D  | N | BP  | BC | Pts |
| ----- | ----------------------------- | -- | -- | -- | - | --- | -- | --- |
| +001, | Club de hockey d'Ottawa       | 20 | 14 | 6  | 0 | 74  | 65 | 28  |
| +001, | Wanderers de Montréal         | 20 | 14 | 6  | 0 | 127 | 82 | 28  |
| +003, | Club de hockey Québec         | 20 | 11 | 9  | 0 | 85  | 85 | 22  |
| +004, | Blueshirts de Toronto         | 20 | 8  | 12 | 0 | 66  | 84 | 16  |
| +005, | Ontarios-Shamrocks de Toronto | 20 | 7  | 13 | 0 | 76  | 96 | 14  |
| +006, | Canadiens de Montréal         | 20 | 6  | 14 | 0 | 65  | 81 | 12  |

- Équipe qualifiée pour la finale

### Finale de l'ANH
| 10 mars 1915 | Club de hockey d'Ottawa | 4-0 (1-0, 1-0, 2-0) | Wanderers de Montréal | Dey's Arena |

| Feuille de match | Feuille de match                                                               | Feuille de match | Feuille de match | Feuille de match |
| ---------------- | ------------------------------------------------------------------------------ | ---------------- | ---------------- | ---------------- |
|                  | Ross — 13 min 30 s Duford — 28 min Merrill — 42 min 55 s Darragh — 53 min 30 s | 1-0 2-0 3-0 4-0  | -                |                  |
| Benedict         | Gardiens                                                                       | McCarthy         |                  |                  |
|                  |                                                                                |                  |                  |                  |
|                  |                                                                                |                  |                  |                  |

| 13 mars 1915 | Wanderers de Montréal | 1-0 (0-0, 1-0, 0-0) | Club de hockey d'Ottawa | Aréna de Montréal |

| Feuille de match | Feuille de match    | Feuille de match | Feuille de match | Feuille de match                      |
| ---------------- | ------------------- | ---------------- | ---------------- | ------------------------------------- |
|                  | Smith — 31 min 55 s | 1-0              | -                | Arbitrage : Cooper Smeaton W. C. Wood |
| McCarthy         | Gardiens            | Benedict         |                  | Arbitrage : Cooper Smeaton W. C. Wood |
| 16 min           | Pénalités           | 16 min           |                  | Arbitrage : Cooper Smeaton W. C. Wood |
|                  |                     |                  |                  | Arbitrage : Cooper Smeaton W. C. Wood |

### Meilleurs buteurs
Ce tableau reprend la liste des meilleurs compteurs de la saison, classés par nombre de buts. En effet, de 1913-1914 à 1916-1917, les assistances sont indiquées sur les feuilles de matchs mais ne comptent pas au classement officiel.
| Joueur           | Équipe             | PJ | B  | A  | Pts | Pun |
| ---------------- | ------------------ | -- | -- | -- | --- | --- |
| Tommy Smith      | Shamrocks - Québec | 19 | 40 | 4  | 44  | 43  |
| Didier Pitre     | Canadiens          | 20 | 30 | 4  | 34  | 15  |
| Gordon Roberts   | Wanderers          | 19 | 29 | 5  | 34  | 74  |
| Punch Broadbent  | Ottawa             | 20 | 24 | 3  | 27  | 115 |
| Harry Hyland     | Wanderers          | 19 | 23 | 6  | 29  | 49  |
| Cully Wilson     | Blueshirts         | 20 | 22 | 5  | 27  | 138 |
| Odie Cleghorn    | Wanderers          | 15 | 21 | 5  | 26  | 39  |
| Skene Ronan      | Shamrocks          | 18 | 21 | 4  | 25  | 55  |
| Sprague Cleghorn | Wanderers          | 19 | 21 | 12 | 33  | 51  |
| Rusty Crawford   | Québec             | 20 | 18 | 8  | 26  | 30  |